# Arvid Afzelius
Arvid Afzelius (ur. 29 marca 1857, zm. 8 grudnia 1923) – szwedzki dermatolog.

## Życiorys
Afzelius dzieciństwo spędził na wsi w Upplandzie, uczęszczał do szkoły w Enköping i Uppsali. Jego kolegą z klasy był Svante Arrhenius (1859–1927). Następnie studiował na Instytucie Karolinska, gdzie jego nauczycielami był Gustaf Retzius (1842–1919), a także w Hamburgu u Paula Gersona Unny i w Wiedniu u Moritza Kaposiego (1837–1902).
Afzelius ukończył studia na Instytucie Karolinska w 1882, w 1887 uzyskał licencjat. W latach 1887–1904 pracował w uzdrowisku Hjo, następnie przez trzy lata w Södertälje.
W 1909 roku, na spotkaniu Szwedzkiego Towarzystwa Dermatologii, Afzelius przedstawił wyniki swoich badań nad rumieniem obrączkowatym, i zasugerował, że może się on wiązać z ugryzieniami kleszcza. Była to pierwsza praca wyjaśniająca etiologię choroby, znanej dziś jako borelioza.

## Prace
- Verhandlungen der dermatologischen Gesellschaft zu Stockholm. Archiv für Dermatologie und Syphilis, 1910, 101: 104.
- Erythema chronicum migrans. Acta dermato-venerologica, 1921, 2: 120–125.